# Movimento Bundschuh

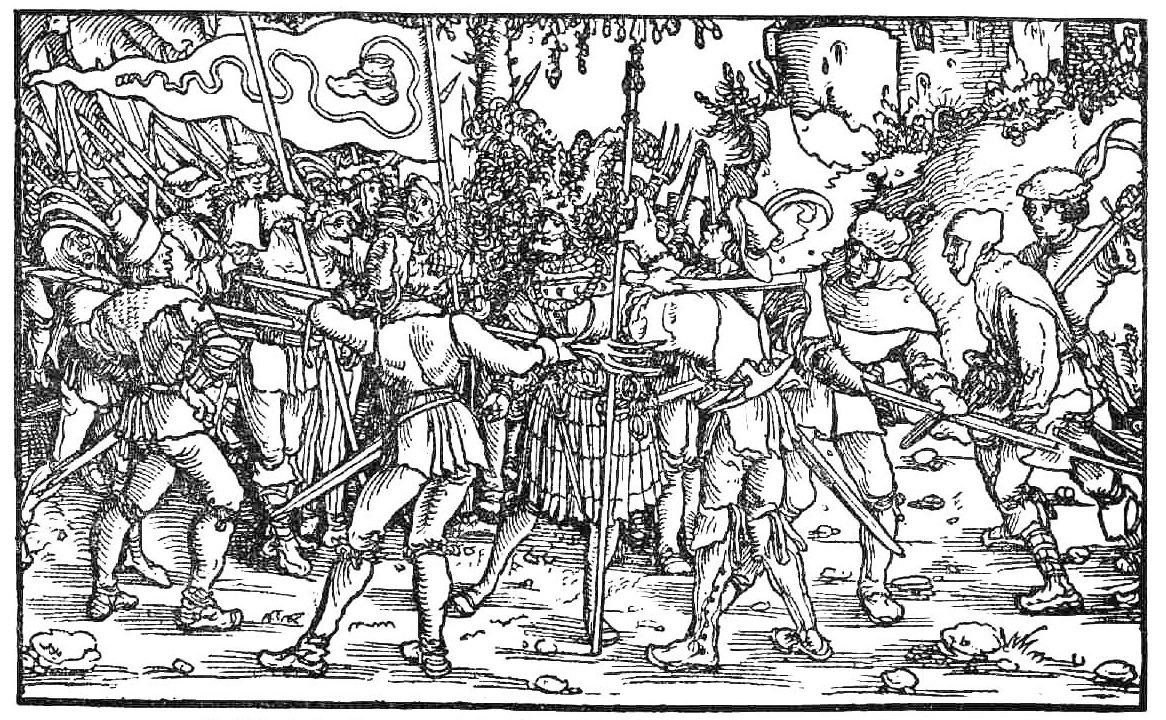
Camponeses
rebeldes cercam um cavaleiro

O Movimento Bundschuh (1493–1517) foi uma série de rebeliões camponesas localizadas no sudoeste da Alemanha. O movimento é considerado um precursor da Guerra dos Camponeses alemã (1524-1525).
Essa denominação derivou do fato de que os camponeses da época utilizavam um calçado denominado como: "Bundschuh" = “sapato amarrado”) e que utilizaram essa imagem como símbolo no movimento em suas bandeiras. Sob esta bandeira, camponeses e moradores da cidade tinham derrotado as tropas do Conde francês de Armagnac, ao longo do curso superior do Reno em 1439, 1443 e 1444.
De um modo geral, as revoltas lutavam contra:
- os altos impostos;
- o sistema jurídico da época, que consideravam injusto;
- o endividamento excessivo;
- as autoridades eclesiásticas;
- direitos senhoriais; e
- proibições de caça e pesca.

Dentre as revoltas, podem-se mencionar:
- em Niklashausen, protesto contra a prisão de Hans Böhm (evento precursor), em 1476;
- em Schlettstadt / (Alsácia), quando foi utilizada, pela primeira, vez a "Bandeira Bundschuh", em 1493 (essa revolta defendeu a adoção de um ano jubilar e, nesse contexto, também eram contrários aos judeus, tendo em vista que muitos dos credores das dívidas eram judeus));
- em Bruchsal e em Untergrombach na Diocese de Speyer, em 1502 (essa revolta exigiu a distribuição dos bens da Igreja);
- em Lehen (Breisgau), em 1513;
- ao longo do Reno superior, em 1517[1] [2] [3].